# 2000-es magyar atlétikai bajnokság
A 2000-es magyar atlétikai bajnokságon, amely a 105. bajnokság volt. A férfi kis mezei futást újra bevezették és a csapatbajnokságát is megrendezték. A férfi rúdugró csapatbajnokságot a sötétedés miatt a versenybíróság 450 cm-es magasságon leállította és az addig elért eredményeket vette figyelembe. A súlylökő csapatbajnokság október 8-i eredményét különböző súlyú szerek használata miatt megsemmisítették és október 21-én újra megrendezték a versenyt.

## Helyszínek
- téli dobóbajnokság: március 4., Veszprém; Tüzér utca (gerelyhajítás)
- férfi 50 km gyaloglás: március 25., Gyűgy, Szlovákia
- női 20 km gyaloglás: április 9., Békéscsaba
- félmaraton: április 16., Nyíregyháza
- női 10 km gyaloglás: április 29., Tatabánya
- ügyességi (ugró) csapatbajnokág: május 7., Szilágyi utca
- férfi 20 km gyaloglás: május 21., Ózd
- váltóbajnokság 4 × 200, 4 × 800, 4 × 1500 m: május 27, Budapest
- 10 000 m: június 16., Budapest
- váltóbajnokság 4 × 400 m: július 2., Szilágyi utca
- pályabajnokság: július 29–30., Népstadion
- többpróba: augusztus 5–6., Tüzér utca
- maraton: október 1., Budapest
- ügyességi (dobó) csapatbajnokág: október 8., Szilágyi utca
- súlylökő csapatbajnokág: október 21., Szilágyi utca
- mezeifutás: november 4., Csákvár

## Eredmények

### Férfiak
| Versenyszám            | Arany                                                                                | Arany      | Ezüst                                                                                          | Ezüst                | Bronz                                                                                            | Bronz                |
| ---------------------- | ------------------------------------------------------------------------------------ | ---------- | ---------------------------------------------------------------------------------------------- | -------------------- | ------------------------------------------------------------------------------------------------ | -------------------- |
| 100 m                  | Dobos Gábor Bp. Honvéd                                                               | 10,21      | Kovács Viktor Szolnoki MÁV                                                                     | 10,41                | Pauer Géza Bp. Honvéd                                                                            | 10,42                |
| 200 m                  | Dobos Gábor Bp. Honvéd                                                               | 20,63      | Pauer Géza Bp. Honvéd                                                                          | 20,93                | Gyulai Miklós Nyíregyházi VSC                                                                    | 21,05                |
| 400 m                  | Kilvinger Attila Debreceni SI                                                        | 45,92      | Szeglet Zsolt Győri Dózsa                                                                      | 46,38                | Dombi Zétény Bp. Honvéd                                                                          | 46,46                |
| 800 m                  | Korányi Balázs Alba Regia AK                                                         | 1:50,24    | Tölgyesi Balázs Alba Regia AK                                                                  | 1:51,30              | Oláh Roland Alba Regia AK                                                                        | 1:52,22              |
| 1500 m                 | Tölgyesi Balázs Alba Regia AK                                                        | 3:48,46    | Csillag Balázs AC Szekszárd                                                                    | 3:52,31              | Oláh Roland Alba Regia AK                                                                        | 3:54,19              |
| 5000 m                 | Berkovics Imre Debreceni MTE                                                         | 14:25,71   | Sági Ferenc BVSC                                                                               | 14:26,84             | Tímár Levente Alba Regia AK                                                                      | 14:28,32             |
| 10 000 m               | Sági Ferenc BVSC                                                                     | 29:36,26   | Stépán Zsolt BVSC                                                                              | 29:44,0              | Bacskai Zsolt BVSC                                                                               | 29:45,7              |
| 4 × 100 m              | Bédi Tibor Dombi Zétény Dremák András Pauer Géza Bp. Honvéd                          | 40,65      | Kovács Viktor Babály László Dobos György Babály Zoltán Szolnoki MÁV                            | 41,05                | Ágoston Dániel Nagy István Cselovszky Lüszien Csillag Levente Újpesti TE                         | 41,56                |
| 4 × 200 m              | Pauer Géza Csarangó Tamás Dombi Zétény Bédi Tibor Bp. Honvéd                         | 1:25,57    | Babály Zoltán Babály László Dobos György Kovács Viktor Szolnoki MÁV                            | 1:26,56              | Sutyák László Nagy Róbert Szilágyi Tamás Kilvinger Attila Debreceni MTE                          | 1:28,11              |
| 4 × 400 m              | Lukács Kornél Lukács András Szalai Zsolt Szeglet Zsolt Győri Dózsa                   | 3:17,57    | Kovács János Kaldenecker Ákos Bertha Szabolcs Bakonyi Balázs VEDAC                             | 3:18,25              | Hajdu Sándor Trucz Szabolcs Oláh Péter Szél Tibor Békéscsabai AC                                 | 3:20,78              |
| 4 × 800 m              | Békési Ferenc Oláh Roland Tölgyesi Balázs Korányi Balázs Alba Regia AK               | 7:30,52    | Iványi Ádám Kaldenecker Ákos Muhari Gábor Weisz Péter VEDAC                                    | 7:43,35              | Polgár Balázs Jancsó István Mikóczi Zoltán Csesznegi Dávid KSI                                   | 7:46,60              |
| 4 × 1500 m             | Korányi Balázs Timár Levente Oláh Roland Tölgyesi Balázs Alba Regia AK               | 15:48,17   | Varga Szabolcs Kovács Krisztián Németh Máté Csillag Balázs AC Szekszárd                        | 16:06,36             | Muhari Gábor Kaldenecker Ákos Weisz Péter Szirbek Zsolt VEDAC                                    | 16:10,63             |
| 110 m gát              | Csillag Levente Újpesti TE                                                           | 13,58      | Kovács Balázs VEDAC                                                                            | 13,67                | Kovács György Zalaegerszegi AC                                                                   | 14,46                |
| 400 m gát              | Bédi Tibor Bp. Honvéd                                                                | 50,68      | Kovács Dusán Balassagyarmat                                                                    | 51,16                | Kilvinger Attila Debreceni SI                                                                    | 51,57                |
| 3000 m akadály         | Tímár Levente Alba Regia AK                                                          | 9:02,95    | Weisz Péter VEDAC                                                                              | 9:07,22              | Varga István Békéscsabai AC                                                                      | 9:08,81              |
| 20 km gyaloglás        | Urbanik Sándor Békéscsabai SC                                                        | 1:22:12    | Dudás Gyula Szegedi VSE                                                                        | 1:25:50              | Czukor Zoltán Pécsi VSK                                                                          | 1:29:40              |
| 50 km gyaloglás        | Czukor Zoltán Pécsi VSK                                                              | 3:55:48    | Dudás Gyula Szegedi VSE                                                                        | 4:08:18              | Lengyel Gábor Szegedi VSE                                                                        | 4:14:26              |
| magasugrás             | Fehér Román Dunaújvárosi AC                                                          | 216 cm     | Lengyel Zsolt Nyíregyházi VSC                                                                  | 214 cm               | Komendánt Péter VEDAC                                                                            | 214 cm               |
| rúdugrás               | Szabó Dezső Újpesti TE                                                               | 500 cm     | Bóka Attila Újpesti TE                                                                         | 480 cm               | Kürtösi Zsolt Pécsi VSK                                                                          | 460 cm               |
| távolugrás             | Dömötör Balázs Újpesti TE                                                            | 777 cm     | Uzsoki János Mezőtúr                                                                           | 750 cm               | Margl Tamás Tatabányai SC                                                                        | 747 cm               |
| hármasugrás            | Czingler Zsolt Újpesti TE                                                            | 17,06 m    | Ordina Tibor Ferencvárosi TC                                                                   | 16,19 m              | Dömötör Balázs Újpesti TE                                                                        | 15,38 m              |
| súlylökés              | Biber Zsolt BEAC                                                                     | 19,46 m    | Kiss Szilárd Dobó SE                                                                           | 19,34 m              | Máté Gábor CSASE                                                                                 | 17,57 m              |
| diszkoszvetés          | Fazekas Róbert Dobó SE                                                               | 65,07 m    | Máté Gábor CSASE                                                                               | 64,12 m              | Kővágó Zoltán Szolnoki MÁV                                                                       | 63,33 m              |
| kalapácsvetés          | Kiss Balázs VEDAC                                                                    | 79,22 m    | Gécsek Tibor Dobó SE                                                                           | 79,21 m m            | Annus Adrián Dobó SE                                                                             | 77,22 m              |
| gerelyhajítás          | Horváth Gergely Csepeli Hungária                                                     | 77,30 m    | Belák József Újpesti TE                                                                        | 71,76 m              | Laduver Róbert Békéscsabai AC                                                                    | 68,63 m              |
| tízpróba               | Kürtösi Zsolt Pécsi VSK                                                              | 8036       | Skoumál Péter TFSE                                                                             | 6356                 | Váczi János TFSE                                                                                 | 6188                 |
| kis mezei futás 6 km   | Kőműves Norbert Pécsi AC                                                             | 17:55      | Juhász András Bp. Honvéd                                                                       | 18:06                | Szabó Imre Vasas-BBTE                                                                            | 18:13                |
| mezei futás 12 km      | Benedek Zsolt Debreceni MTE-DAK                                                      | 35:51      | Berkovics Imre Debreceni MTE-DAK                                                               | 37:18                | Zatykó Miklós Vasas-BBTE                                                                         | 37:36                |
| félmaraton             | Berkovics Imre Debreceni MTE                                                         | 1:03:52,50 | Bacskai Zsolt BVSC                                                                             | 1:04:13,51           | Horváth Béla Hunyadi DSE                                                                         | 1:05:35,65           |
| maraton                | Szemán János VEDAC                                                                   | 2:24:46    | Markó György BVSC                                                                              | 2:25:49              | Lajtos Márton Szolnoki MÁV                                                                       | 2:28:04              |
| csapat 20 km gyaloglás | Dudás Gyula Lengyel Gábor Tubak Róbert Szegedi VSE                                   | 4:36:52    | Urbanik Sándor Süle Zoltán Tóth Balázs Békéscsabai AC                                          | 4:55:36              | Papp Ferenc Lengyel Ádám Farkas Ádám Szegedi VSE B                                               | 5:10:11              |
| csapat 50 km gyaloglás | Dudás Gyula Lengyel Gábor Tubak Róbert Szegedi VSE                                   | 13:03:36   | több induló nem volt                                                                           | több induló nem volt | több induló nem volt                                                                             | több induló nem volt |
| csapat kis mezei futás | Sági Ferenc Serfőző Sándor Stépán Zsolt BVSC                                         | 24         | Juhász András Babinyecz József Ostoroczki Ferenc Bp. Honvéd                                    | 32                   | Muhari Gábor Weisz Péter Búcsú Dénes VEDAC                                                       | 34                   |
| csapat mezei futás     | Benedek Zsolt Berkovics Imre Varga Károly Debreceni MTE-DAK                          | 16         | Horváth Béla Őze Gábor Fodor István Hunyadi DSE                                                | 31                   | Zatykó Miklós Rezessi Gergely Lehotai Győző Vasas-BBTE                                           | 32                   |
| csapat félmaraton      | Bacskai Zsolt Holba Zoltán Sági Ferenc BVSC                                          | 3:17:33,82 | Berkovics Imre Schumacher Ákos Kiss Ernő Debreceni MTE                                         | 3:24:52,97           | Horváth Béla Bokody Balázs Őze Gábor Hunyadi DSE                                                 | 3:29:23,76           |
| csapat maraton         | Markó György Malonovits József Nalesnyik Zoltán BVSC                                 | 7:39:28    | Zsigovics Tamás Zsódér Zsolt Maros Ervin Kőszegi SE                                            | 7:42:23              | Balassa Levente Barna László Szalóki Róbert Szegedi VSE                                          | 8:19:43              |
| maratoni váltó         | Stépán Zsolt Sági Ferenc Holba Zoltán Serfőző Sándor Molnár Tibor Bacskai Zsolt BVSC | 2:06:31    | Zatykó Miklós Bajári Gábor Lehotai Győző Szabó Imre Rezessy Gergely Kostos Szabolcs Vasas-BBTE | 2:09:07              | Schumacher Ákos Lipták Tamás Rutkovszky Ede Berkovics Imre Kiss Ernő Dienes László Debreceni MTE | 2:10:32              |
| csapat magasugrás      | Kovács István Hortobágyi Zoltán Urbán Szabó András Polonyi Tamás Szolnoki MÁV        | 197,50 cm  | Bata Gergely Komendánt Péter Bakler Zoltán Komendánt Gergő VEDAC                               | 197,50 cm            | Boros László Dongó Tamás Papp Napóleon Csaja Gábor Kecskeméti ARC                                | 196,25 cm            |
| csapat rúdugrás        | Zsivóczki Attila Bóka Attila Balogh László Tóth Ferenc Újpesti TE                    | 435,00 cm  | Olasz Gergely Sátor Attila Vladár Tamás Kovács Viktor Bp. Honvéd                               | 427,50 cm            | Váczi János Skoumál Péter Viskovics Tamás Schulek Dávid TFSE                                     | 417,50 cm            |
| csapat távolugrás      | Katona Gábor Urbán Szabó András Polonyi Tamás Faragó József Szolnoki MÁV             | 648,25 cm  | Babitz Pál Kovács Norbert Czirják György Simai Péter TFSE                                      | 644,75 cm            | Olasz Tamás Tölgyesi Előd Tarr Péter Varga Tamás Alba Regia AK                                   | 631,00 cm            |
| csapat hármasugrás     | Tarr Péter Tölgyesi Előd Olasz Tamás Dobozi Sándor Alba Regia AK                     | 13,8525 m  | Schulek Dávid Czirják György Veilandics Gábor Sima Péter TFSE                                  | 13,3625 m            | Csorba Attila Harcsa Norbert Bora Norbert Kuripla Szabolcs Nyíregyházi VSC                       | 12,4650 m            |
| csapat súlylökés       | Kiss Szilárd Annus Adrián Fazekas Róbert Rédei László Dobó SE                        | 14,5050 m  | Horváth Attila Botfa Péter Fábián Zoltán Sebestyén Gábor Haladás VSE                           | 13,8075 m            | Mészáros Róbert Polák István Likerec János Varga Mihály Oroszlány Lengyel DSE                    | 13,7800 m            |
| csapat diszkoszvetés   | Fazekas Róbert Kiss Szilárd Németh Zsolt Annus Adrián Dobó SE                        | 53,3800 m  | Horváth Attila Benczenleitner Ottó Botfa Péter Fábián Zoltán Haladás VSE                       | 49,2900              | Varga Roland Zsivoczky Attila Munkácsi Sándor Szabó Dezső Újpesti TE                             | 47,2750 m            |
| csapat kalapácsvetés   | Németh Zsolt Gécsek Tibor Annus Adrián Fazekas Róbert Dobó SE                        | 74,7950 m  | Botfa Péter Fábián Zoltán Sebestyén Gábor Nagy Attila Haladás VSE                              | 62,6750 m            | Végh Sándor Horváth József Kis Szilárd Rédai László Dobó SE                                      | 60,4600 m            |
| csapat gerelyhajítás   | Kurucsó Péter Erdős Adrián Varga Lajos Bak István Szegedi VSE                        | 58,6725 m  | Palotai László Mondi Károly Lajter Sándor Rumek Zoltán Nagykörös-Kőrisfa                       | 58,1575 m            | André László Horváth Zsolt Harsányi István Hajdú Gábor BEAC                                      | 55,1475 m            |

### Nők
| Versenyszám            | Arany                                                                                  | Arany      | Ezüst                                                                              | Ezüst      | Bronz                                                                                          | Bronz      |
| ---------------------- | -------------------------------------------------------------------------------------- | ---------- | ---------------------------------------------------------------------------------- | ---------- | ---------------------------------------------------------------------------------------------- | ---------- |
| 100 m                  | Szabó Enikő Szolnoki MÁV                                                               | 11,73      | Lőrincz Krisztina Bp. Honvéd                                                       | 11,95      | Szakács Enikő Bp. Honvéd                                                                       | 12,08      |
| 200 m                  | Szabó Enikő Szolnoki MÁV                                                               | 23,35      | Petráhn Barbara Győri Dózsa                                                        | 23,47      | Lőrincz Krisztina Bp. Honvéd                                                                   | 24,23      |
| 400 m                  | Petráhn Barbara Győri Dózsa                                                            | 52,05      | Gróf Andrea Zalaegerszegi AC                                                       | 54,86      | Balazsic Renáta Zalaegerszegi AC                                                               | 54,96      |
| 800 m                  | Varga Judit Haladás VSE                                                                | 2:03,75    | Csendes Ildikó Békéscsabai AC                                                      | 2:09,69    | Jó Alexandra Győri Dózsa                                                                       | 2:10,47    |
| 1500 m                 | Csomor Erika BVSC                                                                      | 4:23,31    | Tóth Lívia VEDAC                                                                   | 4:23,41    | Csendes Ildikó Békéscsabai AC                                                                  | 4:24,07    |
| 5000 m                 | Kálovics Anikó Haladás                                                                 | 16:06,31   | Tóth Mónika BEAC                                                                   | 16:24,88   | Csomor Erika BVSC                                                                              | 16:26,01   |
| 10 000 m               | Rakonczai Beáta BVSC                                                                   | 33:37,86   | Staicu Simona BVSC                                                                 | 33:38,8    | Csomor Erika BVSC                                                                              | 33:42,2    |
| 4 × 100 m              | Szakács Enikő Wéber Kinga Lőrincz Krisztina Barati Éva Bp. Honvéd                      | 46,03      | Vagdal Orsolya Farkas Bernadett Balazsic Renáta Gróf Andrea Zalaegerszegi AC       | 47,39      | Öhlbaum Emese Szabó Enikő Oláh Judit Óvári Zita Szolnoki MÁV                                   | 48,22      |
| 4 × 200 m              | Szakács Enikő Lőrincz Krisztina Barati Éva Wéber Kinga Bp. Honvéd                      | 1:36,54    | Bobcsek Emese Szulimán Ágnes Lacó Rita Kun Alice Békéscsabai AC                    | 1:41,89    | Horváth Tímea Horváth Rita Nemskéri Júlia Henri Angela Alba Regia AK                           | 1:43,36    |
| 4 × 400 m              | Balazsicz Renáta Gróf Andrea Kálmán Eszter Ray Szilvia Zalaegerszegi AC                | 3:45,92    | Wéber Kinga Szakács Enikő Bori Annamária Vértesi Katalin Bp. Honvéd                | 3:49,93    | Dudás Eszter Járay Melinda Martinek Adrienn Soós Eszter Haladás VSE                            | 4:00,37    |
| 4 × 800 m              | Soós Eszter Martinek Adrienn Járay Melinda Varga Judit Haladás VSE                     | 8:59,68    | Cziráki Kitti Tóth Lívia Fekete Andrea Kovács Ida VEDAC                            | 9:07,54    | Blaskó Katalin Vajda Zsuzsa Molnár Barbara Török Éva MAC-Népstadion                            | 9:40,89    |
| 100 m gát              | Bálint Zita Csepel                                                                     | 13,69      | Kiss Enikő Pécsi AC                                                                | 13,73      | Skoumál Réka Marathon AC                                                                       | 14,30      |
| 400 m gát              | Szekeres Judit Szolnoki MÁV                                                            | 57,63      | Dóczi Orsolya Ferencvárosi TC                                                      | 57,94      | Ray Szilvia Zalaegerszegi AC                                                                   | 1:00,12    |
| 10 km gyaloglás        | Pesti Mónika Szegedi VSE                                                               | 50:37      | Tóth Barbara Bp. Honvéd                                                            | 51:43      | Füsti Edina Tatabányai SC                                                                      | 55:19      |
| 20 km gyaloglás        | Szebenszky Anikó Debreceni MTE                                                         | 1:30:31    | Rosza Mária Békéscsabai AC                                                         | 1:34:16    | Pesti Mónika Szegedi VSE                                                                       | 1:38:24    |
| magasugrás             | Győrffy Dóra BEAC                                                                      | 185 cm     | Stáhl Ágota VEDAC                                                                  | 182 cm     | Balogh Bettina Szolnoki MÁV                                                                    | 179 cm     |
| rúdugrás               | Szabó Zsuzsanna BEAC                                                                   | 400 cm     | Molnár Krisztina Újpesti TE                                                        | 400 cm     | Szemerédi Eszter Újpesti TE                                                                    | 400 cm     |
| távolugrás             | Ajkler Zita Salgótarjáni AC                                                            | 663 cm     | Vaszi Tünde Bp. Honvéd                                                             | 648 cm     | Kiss Enikő Pécsi AC                                                                            | 626 cm     |
| hármasugrás            | Ajkler Zita Salgótarjáni AC                                                            | 13,74 m    | Bálint Zita Csepel                                                                 | 13,31 m    | Szála Anett Soproni AC                                                                         | 12,70      |
| súlylökés              | Dívós Katalin Dobó SE                                                                  | 15,91 m    | Kürti Éva Nyíregyházi VSC                                                          | 15,35 m    | Ináncsi Rita Bp. Honvéd                                                                        | 14,22 m    |
| diszkoszvetés          | Dívós Katalin Dobó SE                                                                  | 56,44 m    | Kürti Éva Nyíregyházi VSC                                                          | 54,19 m    | Csőke Katalin BEAC                                                                             | 49,23 m    |
| kalapácsvetés          | Dívós Katalin Dobó SE                                                                  | 66,09 m    | Németh Barbara Dobó SE                                                             | 57,74 m    | Marx Lívia Dobó SE                                                                             | 56,34 m    |
| gerelyhajítás          | Szabó Nikolett Ferencvárosi TC                                                         | 59,92 m    | Gránicz Andrea Ferencvárosi TC                                                     | 54,28 m    | Füredi Zsuzsanna Csepeli Hungária                                                              | 54,26 m    |
| hétpróba               | Kiss Enikő Pécsi AC                                                                    | 5811       | Skoumál Réka Marathon AC                                                           | 5314       | Soós Eszter Haladás VSE                                                                        | 5088       |
| félmaraton             | Csomor Erika BVSC                                                                      | 1:12:05,21 | Rakonczai Beáta BVSC                                                               | 1:13:03,88 | Jakab Ágnes Kaposvári Épitők                                                                   | 1:14:30,43 |
| maratoni futás         | Csomor Erika BVSC                                                                      | 2:41:55    | Pásztor Kornélia Debreceni MTE                                                     | 3:04:08    | Póth Mariann Margitszigeti AC                                                                  | 3:06:30    |
| mezei futás 6 km       | Staicu Simona BVSC                                                                     | 19:56      | Kálovics Anikó Haladás VSE                                                         | 20:1520:49 | Oláh Katalin BVSC                                                                              |            |
| csapat félmaraton      | Kiss Ágnes Köves Kitti Takáts Magdolna Szegedi VSE                                     | 4:21:42,86 | Farkas Ágota Halászné Nardai Erzsébet Saliga Zsuzsa Hunyadi DSE                    | 4:30:26,16 | Csáfordiné Marton Erika Kézsmárki Andrea Mike Krisztina Péti MTE                               | 4:32:26,50 |
| csapat maratoni futás  | Korán Éva Ilyés Ildikó Sipka Ágnes Alba Regia AK                                       | 9:55:49    | Bp. Honvéd                                                                         |            | Földesi Regina Ilyés Hedvig Kis-Kovács Györgyi Békési DAC                                      | 12:51:54   |
| maratoni váltó         | Oláh Katalin Oláh Anikó Nyitrai Zsuzsa Csomor Erika Rakonczai Beáta Staicu Simona BVSC | 2:28:05    | Kovács Ida Brassay Réka Tóth Lívia Stiglic Edit Fekete Andrea Kulics Beatrix VEDAC | 2:36:46    | Kiss Ágnes Garami Katalin Földvári Anett Pesti Mónika Kövesi Kitti Takáts Magdolna Szegedi VSE | 2:41:24    |
| csapat 10 km gyaloglás | Pesti Mónika Benkő Anita Zádori Orsolya Szegedi VSE                                    | 2:38:10    | Tóth Barbara Grúber Orsolya Erdős Virág Bp. Honvéd                                 | 2:40:28    | Zsoffay Klára Szécsi Ilona Szuromi Karin Margitsziget AC                                       | 2:40:59    |
| csapat 20 km gyaloglás | Pesti Mónika Zádori Orsolya Benkő Anita Szegedi VSE                                    | 5:14:46    | Szécsi Ilona Zsoffay Klára Szuromi Karin Margitszigeti AC                          | 5:26:06    | Gémes Betti Papp Gabriella Marjanucz Szilvia Szegedi VSE                                       | 5:58:24    |
| csapat mezei futás     | Staicu Simona Oláh Katalin Csomor Erika BVSC                                           | 9          | Kálovics Anikó Prácser Kinga Zsiga Tímea Haladás VSE                               | 22         | Kovács Ida Tóth Lívía Brassai Réka VEDAC                                                       | 23         |
| csapat magasugrás      | Stáhl Ágota Hegyi Judit Wacha Dóra Szánoczki Szilvia VEDAC                             | 165,00 cm  | Balogh Bettina Óvári Zita Kürti Szabina Novotny Nóra Szolnoki MÁV                  | 161,25 cm  | Kiss Enikő Vadász Kitty Sárközy Szandra Lakatos Liána Pécsi AC                                 | 158,75 cm  |
| csapat rúdugrás        | Donáth Katalin Molnár Krisztina Szemerédi Eszter Juhász Fanni Újpesti TE               | 395,00 cm  | Lendvai Zsuzsa Bereczky Ilona Csizik Éva Ruzicska Zsófia Bp. Honvéd                | 290,00 cm  | Várkonyi Anikó Reiter Vivien Németh Diana Lakatos Tímea ELTE TK                                | 262,50 cm  |
| csapat távolugrás      | Szemerédi Eszter Juhász Fanni Donáth Katalin Takács Debóra Újpesti TE                  | 550,25 cm  | Abiwu Beatrix Kürti Szabina Novotny Nóra Oláh Judit Szolnoki MÁV                   | 547,75 cm  | Vaszi Tünde Kapitány Eszter Gébner Alexandra Csízík Éva Bp. Honvéd                             | 534,50 cm  |
| csapat hármasugrás     | Abiwu Beatrix Óvári Zita Kürti Szabina Kovács Judit Szolnoki MÁV                       | 11,8425 m  | Szála Anett Riba Katalin Babos Rita Kuslits Judit Soproni SI                       | 11,4350 m  | Hermesz Ágnes Baumholczer Judit Katits Bernadett Szénásy Tímea Pécsi AC                        | 10,8675    |
| csapat súlylökés       | Kürti Éva Borbély Anita Hajnal Mária Benke Judit Nyíregyházi VSC                       | 10,9150 m  | Divós Katalin Sugár Barbara Németh Barbara Kéri Andrea Dobó SE                     | 10,9275 m  | Gránicz Andrea Szabó Nikolett Antal Katalin Zsigmond Kinga Ferencvárosi TC                     | 10,8450 m  |
| csapat diszkoszvetés   | Kürti Éva Hajnal Mária Borbély Anita Benke Judit Nyíregyházi VSC                       | 40,8900 m  | Divós Katalin Sugár Barbara Németh Barbara Kéri Andrea Dobó SE                     | 39,3925 m  | Szokolai Zsuzsa Kerekesi Éva Frajka Xénia Szöllös Eszter Újpesti TE                            | 34,7600 m  |
| csapat kalapácsvetés   | Németh Barbara Dívós Katalin Kéri Andrea Sugár Barbara Dobó SE                         | 53,0525 m  | Orbán Éva Pápai Zsuzsanna Boncz Nikolett Markó Borbála VEDAC                       | 40,7025 m  | Hajnal Mária Kürti Éva Keller Ildikó Mándi Gréta Nyíregyházi VSC                               | 39,2075 m  |
| csapat gerelyhajítás   | Szabó Nikolett Gránitz Andrea Antal Katalin Preisinger Ágnes Ferencvárosi TC           | 51,2000 m  | Szegvári Katalin Frajka Xénia Szabó Melinda Hipeller Éva Újpesti TE                | 39,1325 m  | Bata Beáta Kalla Lea Vizsoli Mária Priger Anita TFSE                                           | 35,5925 m  |

## Téli dobóbajnokság

### Férfiak
| Versenyszám   | Arany                            | Arany   | Ezüst                          | Ezüst   | Bronz                          | Bronz   |
| ------------- | -------------------------------- | ------- | ------------------------------ | ------- | ------------------------------ | ------- |
| diszkoszvetés | Varga Roland Újpesti TE          | 58,95 m | Fazekas Róbert Dobó SE         | 54,53 m | Kerekes László Nyíregyházi VSC | 52,87 m |
| kalapácsvetés | Gécsek Tibor Dobó SE             | 76,11 m | Annus Adrián Dobó SE           | 75,71 m | Németh Zsolt Dobó SE           | 72,63 m |
| gerelyhajítás | Horváth Gergely Csepeli Hungária | 78,25 m | Cserpák Róbert Nyíregyházi VSC | 61,36 m | Mondi Károly Kőrisfa SE        | 60,68 m |

### Nők
| Versenyszám   | Arany                             | Arany   | Ezüst                    | Ezüst   | Bronz                        | Bronz   |
| ------------- | --------------------------------- | ------- | ------------------------ | ------- | ---------------------------- | ------- |
| diszkoszvetés | Kürti Éva Nyíregyházi VSC         | 50,79 m | Sugár Barbara Dobó SE    | 47,01 m | Benke Judit Nyíregyházi VSC  | 45,52 m |
| kalapácsvetés | Németh Barbara Dobó SE            | 56,59 m | Sugár Barbara Dobó SE    | 54,59 m | Hajnal Mária Nyíregyházi VSC | 52,76 m |
| gerelyhajítás | Füredi Zsuzsanna Csepeli Hungária | 54,22 m | Grábner Tímea Favorit AC | 43.36   | Mándi Gréta Nyíregyházi VSC  | 41,57 m |

## Magyar atlétikai csúcsok
- tízpróba 8554 p. ocs. (10.64, 724, 15.72, 218, 48.13/ 14.87, 45.64, 465, 63.57, 4:23.13) Zsivoczky Attila Újpesti Dózsa Götzis 6. 4.
- fp. 50 m 5.71 ocs. Németh Roland Soproni SI Nyíregyháza 2. 5.
- fp. 60 m 6.54 ocs. Dobos Gábor Honvéd Chemnitz 2. 18.
- fp. 100 m 10.28 ocs. Németh Roland Soproni SI Budapest 3. 4.
- fp. 4 × 400 m 3:09.35 ocs. Férfi válogatott (Nyilasi, Kilvinger, Dombi, Bédi) Gent 2. 27.